# Patrick Manning
Patrick Augustus Mervyn Manning (San Fernando, 17 agosto 1946 – San Fernando, 2 luglio 2016) è stato un politico e geologo trinidadiano, Primo ministro trinidadiano dal 1991 al 1995 e dal 2001 al 2010. È stato anche leader del partito politico People's National Movement (PNM).
Dopo aver conseguito gli studi al Presentation College di San Fernando, si è laureato all'Università delle Indie Orientali in Giamaica nel 1969. Dopo la laurea ha fatto ritorno in patria per lavorare in qualità di geologo per conto della Texaco. È divenuto membro del Parlamento di Trinidad e Tobago nel 1971 come rappresentante del seggio di San Fernando Est. Tra il 1971 ed il 1978 ha lavorato come sottosegretario in diversi ministeri prima di essere nominato vice-ministro delle finanze.